# 274 Philagoria
Philagoria /fɪləˈɡɔːriə/ (định danh hành tinh vi hình: 274 Philagoria) là một tiểu hành tinh điển hình ở vành đai chính. Ngày 3 tháng 4 năm 1888, nhà thiên văn học người Áo Johann Palisa phát hiện tiểu hành tinh Philagoria khi ông thực hiện quan sát ở Viên và đặt tên nó theo tên một câu lạc bộ ở thành phố Olomouc, Morava, Cộng hòa Séc.